# HRK Kosača Mostar
HRK Kosača je bosanskohercegovački rukometni klub iz Mostara. Sjedište je u ul. Kralja Tomislava 105, Mostar. Član Rukometnog saveza Herceg-Bosne. Predsjednik je Zdravko Vučić. Boja dresova je crvena.

## Vanjske poveznice
- Službene stranice